# Skateboard under sommer-OL 2024
Skateboardkonkurrencerne ved sommer-OL 2024 blev afholdt fra den 28. juli til den 7. august på Place de la Concorde og vendte tilbage til programmet for anden gang siden sportens officielle debut tre år tidligere i Tokyo 2020. Med fremvisningen af unge talenter og et konstant stigende konkurrenceniveau vil Paris 2024 opleve flere skateboardere konkurrere i fire medaljebegivenheder (gade og park for både mænd og kvinder), efterhånden som antallet af skateboardere gradvist udvides fra 80 i Tokyo til 88.

## Medaljefordeling

### Medaljetabel
*   Værtsnation ( Frankrig)
| Rank           | NOC            | Guld | Sølv | Bronze | Total |
| -------------- | -------------- | ---- | ---- | ------ | ----- |
| 1              | Japan          | 2    | 2    | 0      | 4     |
| 2              | Australien     | 2    | 0    | 0      | 2     |
| 3              | USA            | 0    | 2    | 1      | 3     |
| 4              | Brasilien      | 0    | 0    | 2      | 2     |
| 5              | Storbritannien | 0    | 0    | 1      | 1     |
| Total (5 NOCs) | Total (5 NOCs) | 4    | 4    | 4      | 12    |

### Medaljevindere
| Event         | Guld                       | Sølv                  | Bronze                     |  |
| ------------- | -------------------------- | --------------------- | -------------------------- |  |
| Street herrer | Yuto Horigome · Japan      | Jagger Eaton · USA    | Nyjah Huston · USA         |  |
| Park herrer   | Keegan Palmer · Australien | Tom Schaar · USA      | Augusto Akio · Brasilien   |  |
|               |                            |                       |                            |  |
| Street damer  | Coco Yoshizawa · Japan     | Liz Akama · Japan     | Rayssa Leal · Brasilien    |  |
| Park damer    | Arisa Trew · Australien    | Kokona Hiraki · Japan | Sky Brown · Storbritannien |  |